# برگه ۱۷
برگه ۱۷ (به انگلیسی: Breguet 17) یک هواگرد ساختِ کارخانهٔ برگه اویاسیون در کشور فرانسه است. نخستین استفاده‌کنندهٔ این هواپیما نیروی زمینی فرانسه بوده‌است. این هواگرد برای نخستین بار در ۱۹۱۸ میلادی مورد استفاده قرار گرفت.